# چرخ‌ریسک مردابی

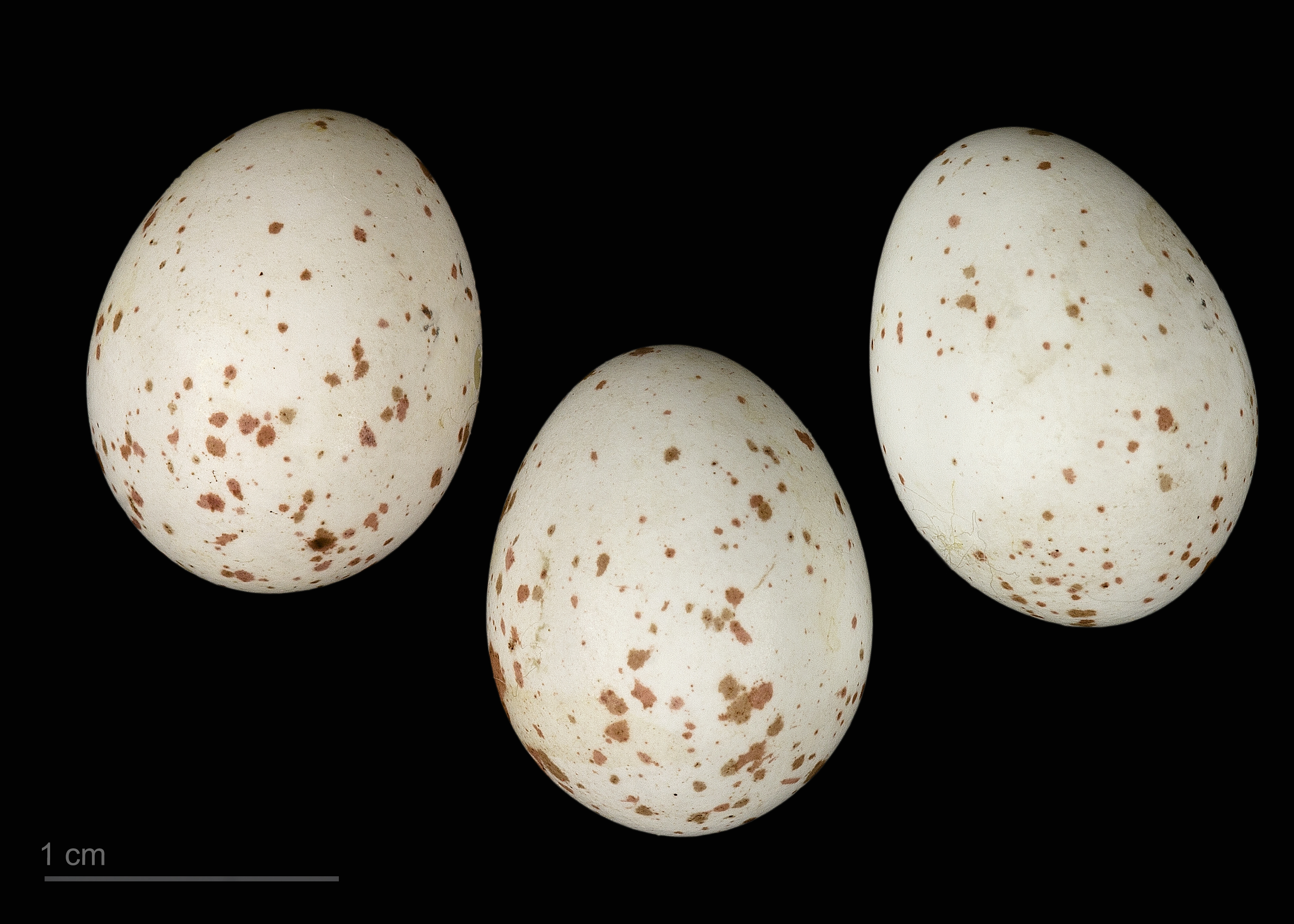
Poecile palustris

چرخ‌ریسک مردابی (نام علمی: Poecile palustris) نام یک گونه از سرده پوسیل است.